# Поличбата
„Поличбата“ (на английски: The Omen) е американски филм на ужасите с елементи на мистика от 1976 година на режисьора Ричард Донър.

## Сюжет
Внимание:  Текстът по-долу разкрива сюжета на произведението (или части от него)!
На 6 юни в 6 часа сутринта в римска болница пристига покрусеният Робърт Торн, посланик на САЩ. Съобщили са му ужасна новина – жена му е родила син, но бебето е мъртво. Но неочаквано до Торн се приближава свещеникът Спилето, който му предлага да осинови осиротяло момче, чиято майка е починала при раждане. Не искайки да разстрои жена си с ужасната новина, посланикът приема предложението и в семейството на Торн се появява момче на име Деймиън. Деймиън израства като весело, силно и изключително здраво дете, което никога не се разболява. Скоро Торн получава повишение – бившият му съученик в университета, който става президент на САЩ, назначава Робърт за посланик във Великобритания. Това е най-високият пост в дипломатическата йерархия на САЩ и щастливият Торн и семейството му се местят в Лондон. Изглежда всичко върви добре в живота на американския посланик, но на петия рожден ден на Деймиън се случва ужасна трагедия. Млада детегледачка първо се натъква на мрачно куче ротвайлер, което дълго се взира в очите ѝ, а след това се самоубива публично чрез обесване. Тази ужасна история успява да заснеме на филм фотографа Кийт Дженингс, който присъства на партито за рождения ден.
За да замени починалата бавачка, в къщата на Торн се появява мисис Бейлок, която е изпратена от някаква агенция, която е научила за трагедията. Поведението на г-жа Бейлок е безупречно, но понякога тя си угажда твърде много, като например си води куче в къщата – същия този страховит ротвайлер – и само категоричното изискване на Торн я кара да махне кучето. В друг случай, когато семейство Торн трябва да отидат на църква, мисис Бейлок настойчиво го моли да не взема момчето със себе си. Катрин Торн ядосано отхвърля молбата на бавачката, но пътуването е наистина шокиращо. Щом колата се приближава до църквата, Деймиън сякаш полудява, втурва се към майка си и я издрасква по лицето. Шокираният Робърт нарежда на шофьора незабавно да се върне у дома, за да не привличат общественото внимание.
Скоро Торн започва да преследва свещеника Бренан, който говори в гатанки, постоянно цитира Библията и плаши Робърт със странни намеци за сина и съпругата му. Срещайки се в парка, Бренан казва на Торн следното: неговият осиновен син Деймиън всъщност е синът на Сатана, Антихриста, който ще убие неродения син на Робърт, след това жена му и след това самия Торн. Единственото нещо, което може да помогне на Робърт, е незабавно да отиде в град Мегидо и да се срещне там с някакъв Карл Бугенхаген. Само той може да го научи как да унищожи сина на Сатана. Торн отхвърля това като глупост и изисква Бренан никога повече да не говори с него. Веднага след като Робърт си тръгва, в парка започва гръмотевична буря. Бренан, крещейки от страх, се опитва да се прикрие в църквата, но мълния удря метален шпил на висока кула и този шпил пада върху свещеника, приковавайки го към земята.
Скоро Катрин съобщава на съпруга си добра новина – бременна е. Тя иска да направи аборт, но Робърт категорично го забранява. Бебето обаче така и не се ражда. Докато Катрин полива цветя в къщата, Деймиън, каращ колело, се блъска в нея, Катрин пада от голяма височина, счупва ръката си и прави спонтанен аборт. Пророчеството на Бренан се сбъдва и Торн е в пълен безпорядък. Освен това с него се среща фотографът Кийт Дженингс, който добавя шокиращи подробности. Оказа се, че Дженингс е снимал както бавачката на Деймиън, така и Бренан малко преди смъртта му, като и в двата случая на снимката се появяват тъмни ивици, които сякаш „предсказват“ съдбата на тези хора. В случая на бавачката ивицата изглежда като въжето, с което момичето се обеси, докато ивицата на снимката на свещеника прилича на шпила, който прободе Бренан. Дженингс довежда Торн в апартамента на свещеника и му показва снимка на починалия. Върху крака на Бренан е открита бенка с формата на „666“ – числото на Антихриста, директно посочено в Библията. Шокираният Торн иска да разследва и планира пътуване до Италия, за да разбере кой всъщност е Деймиън и кои са родителите му. Дженингс настоява и той да участва в разследването, тъй като има личен мотив. Когато Кийт за първи път посещава апартамента на Бренан, той случайно се снима в огледалото и снимката ясно показва зловеща черна ивица, минаваща през врата на Дженингс.
Пристигайки в Рим, Торн и Дженингс разбират, че клиниката, в която някога е бил роден Деймиън, е изгоряла, всички архиви и много хора са загинали, но свещеникът Спилето, който убеди Торн да осинови Деймиън, все още е жив. Торн и Дженингс намират осакатения и парализиран Спилето в манастира и в отговор на всички въпроси той изписва името на древното гробище. Пристигайки на това ужасно място, Торн и Дженингс откриват два сравнително нови гроба. Един от тях съдържа останките на бебе, чийто череп е пробит. Това е истинският син на Торн, който е убит, а Деймиън се изпързалва на неговото място. А в гроба на „майката“ на Деймиън, шокираните Торн и Дженингс откриват скелета на жена чакал. В този момент те са нападнати от цяла глутница кучета ротвайлери и само по чудо приятелите успяват да се преборят с адските кучета и да избягат. Сега на Торн става ясно, че всички „луди“ думи на Бренън са чистата истина. Осъзнавайки, че съпругата му Катрин може да е в опасност, Робърт ѝ се обажда в клиниката и настоява тя незабавно да дойде при него в Рим. Катрин започва да се преоблича набързо, заплита се в дрехите си и пада през прозореца, пребивайки се до смърт.
След като научава за тази новина, Торн твърдо решава да убие Деймиън и пътува с Дженингс за Израел, до град Мегидо, където се среща с Бугенхаген. Ученият дава на Робърт свещени кинжали и обяснява, че само в църква човек може да убие сина на Сатана. В един момент решимостта на Торн започва да се разколебава и той просто хвърля получените кинжали направо на улицата. Дженингс се втурва да ги прибере, но в това време камион, натоварен със стъкла, удря спирачки и една от стъклените плоскости отрязва главата на фотографа като гилотина. Дженингс не успява да избегне ужасното предсказание за съдбата си, а шокираният Торн събира кинжалите и отива в Лондон. Пристигайки у дома, той се опитва да вземе спящия Деймиън, но тогава мисис Бейлок, която е една от слугите на Антихриста, напада Робърт. С голяма трудност, след като убива „адската“ бавачка, Торн грабва крещящия Деймиън и го отвежда в църквата. Робърт обаче е преследван от кола, пълна с полицаи, които смятат, че американският посланик е полудял. Влизайки в църквата, Торн поставя Деймиън на олтара, замахва с ръка, в която държи главната кама, но в този момент нахлулият отзад полицай натиска спусъка на пистолета и се чува фатален изстрел.
След известно време се провежда погребението на Робърт Торн и съпругата му. Президентът на Съединените щати, който е дошъл да се сбогува с приятеля си Робърт, заедно със съпругата си стоят до свежите гробове и скърбят, а до тях е жив и невредим Деймиън, който се усмихва зловещо…

## Актьорски състав
| Актьор                | Роля                                        |
| --------------------- | ------------------------------------------- |
| Грегъри Пек           | Робърт Торн – посланик на САЩ               |
| Лий Ремик             | Катрин Торн – съпруга на Робърт Торн        |
| Дейвид Уорнър         | Кийт Дженингс – журналист и фотограф        |
| Харви Спенсър Стивънс | Деймиън Торн – осиновен син на Робърт Торн  |
| Били Уайтлоу          | Мисис Уила Бейлок – детегледачка на Деймиън |
| Патрик Траутън        | свещеник Бренан                             |
| Мартин Бенсън         | свещеник Спилето                            |
| Лео Маккерн           | Карл Бугенхаген – учен демонолог            |
| Робърт Риети          | монах                                       |
| Джон Страйд           | психиатър                                   |
| Антъни Никълс         | д-р Фред Бекер                              |
| Холи Паланс           | първа детегледачка на Деймиън               |
| Рой Бойд              | репортер                                    |
| Одета Юстман          | Роза – дете от детската група на Кимбъл     |
| Фреда Дауи            | монахиня                                    |
| Томи Дъгън            | свещеник                                    |
| Шийла Рейнър          | Ингрид Хортън                               |
| Робърт Маклауд        | Хортън                                      |
| Брус Боа              | помощник №1 на Робърт Торн                  |
| Дон Фелоуз            | помощник №2 на Робърт Торн                  |
| Патрик Макелини       | фотограф                                    |
| Бети Макдауъл         | секретар на посолството                     |
| Никълъс Кембъл        | ефрейтор от охраната на посолството         |

## Интересни факти
- Кастингът за ролята на Деймиън се провежда така – режисьорът помолва всяко от момчетата да го „нападне“. Така Донър репетира бъдещата сцена на нападението на Деймиън срещу Катрин Торн по време на пътуването за църковната служба. Харви Стивънс, който се състезава за ролята, е много убедителен. Той изкрещява силно, драска лицето на Донър и дори ритва режисьора в слабините. По този оригинален начин Стивънс е одобрен за ролята на сина на Сатаната. Все пак трябва да боядиса косата си в черно (Харви е с руса коса) и да носи контактни лещи, за да станат очите му по-тъмни и да изглеждат по-зловещи.
- „Дяволското“ куче, което охранява Деймиън и трябва да бъде много агресивно, всъщност е най-сладкото същество, което постоянно ближело актьорите и се опитвало да играе с тях.
- В сцената, където аквариумът пада на пода, вместо истински аквариумни риби са използвани мъртви сардини, боядисани в оранжево, тъй като Донър отказва да убие живи риби.
- Персонажът на мисис Бейлок първоначално е представен като мила, нежна ирландска бавачка. Въпреки това по време на прослушването си, актрисата Били Уайтлоу представя детегледачката като студен и зловещ персонаж. Режисьорът много харесва това и именно в тази си версия се появява персонажът на г-жа Бейлок.
- Грегъри Пек приема ролята на Робърт Торн срещу половината от редовния си хонорар или „само“ 250 000 долара. Пек обаче трябва да получи и 10% от касовите приходи на филма. Тези хонорари в крайна сметка възлизат на повече от 60 милиона долара и следователно, в допълнение към „скромната“ такса от 250 хиляди, актьорът получава допълнителни шест милиона. Тази роля става най-високо платената в кариерата на Пек.
- Композиторът на филма Джери Голдсмит не иска да присъства на церемонията „Оскар“, тъй като е номиниран няколко пъти, но продължавал да губи. По ирония на съдбата точно тогава Голдсмит печели първия си и единствен „Оскар“ за най-добра филмова музика. Хонорарът на композитора за създаване на музиката за филма е 25 000 долара.
- За да могат бабуините да „атакуват“ колата в зоопарка Уиндзор, пазачът първо е на задната седалка с малък бабуин, но маймуните не реагират на това. Но когато техният лидер е на задната седалка, бабуините отвън сякаш полудяват и започват да се втурват към колата, за да „спасят“ своя лидер. Ужасът на актрисата Лий Ремик по време на снимките на тази сцена е почти реален.
- Шофьорът на такси, който разкарва Торн из Италия, не е професионален актьор. Той е син на голям мафиот в реалния живот и много иска да влезе на снимачната площадка на филма. В една от сцените се вижда превръзка на палеца му. Това е, защото Грегъри Пек случайно затръшва вратата на колата по време на един дубъл и сериозно наранява пръста на мафиота.
- По време на снимките режисьорът Донър Уорнър внезапно заболява толкова от псориазис, че трябва да лети до Швейцария за няколко дни за лечение.
- Основната молба на режисьора Донър към сценариста Дейвид Зелцер е да премахне всичко „свръхестествено“ от сценария: рога, копита, летене на метли, заклинания и други външни атрибути на злото. Основното правило е сценарият да не предлага нищо, което не би могло да стане в реалния живот. Така режисьорът се опитва да отрази във филма същността на основната маскировка на дявола: да покаже на всички, че той наистина не съществува.
- За промоционални цели и за да се подчертае значението на Трите шестици, премиерата на филма е в Съединените щати на 6 юни 1976 г. В много кина са залепени специални рекламни плакати с надпис: „Днес е ШЕСТИ ДЕН ОТ ШЕСТИ МЕСЕЦ 1976 г.!“
- Режисьорът Ричард Донър, по молба на Грегъри Пек, трябва да заснеме в близък план лицето на актьора по такъв начин, че двойната брадичка на Пек да не се забелязва в кадъра.
- Тъй като Харви Стивънс е само дете (6-годишно) по време на снимките, режисьорът Донър установява, че най-добрият начин да мотивира млад актьор е да получи реална реакция от него пред камерата. Например в сцената, в която Деймиън гледа родителите си, докато го карат на църква, Донър извика силно и грубо на Стивънс извън камерата: „Защо ме гледаш, малко копеле?!?“ В заключителната сцена Донър използва обратна психология на Стивънс, като му казва: „Не смей да се смееш. Ако се смееш, няма да бъда приятел с теб!“ Естествено, Харви прави обратното и се усмихва директно на камерата.
- Цитатът на свещеник Бренан за „вечното море“ е напълно небиблейски и е написан специално за филма.
- Първоначално сценаристът Зелцер иска да нарече сина на Сатана Домлин, но съпругата на Зелцер му предлага името Деймиън.
- Каскадьорът Тери Уолш, дубльор на актьора Дейвид Уорнър, претърпява сериозна контузия, докато снима сцената на нападение  от куче в гробището и е хоспитализиран.
- За реклама и промоция на филма са изразходвани почти същата сума пари, както и за самия филм, така че общият бюджет всъщност е удвоен.
- „Археологическият обект в Мегидо“ наистина е археологически обект, но не е в Мегидо. Всъщност разкопките са в „Стария град“ на Йерусалим, на южния край на Храмовия хълм.
- В интервю режисьорът Ричард Донър казва, че се страхува за живота си, защото е направил „дяволски“ филм. Донър обаче не само не получава никакви „щети“ по време на снимките на филма, но филмът се оказа „щастлив“ за режисьора. Веднага след „Поличбата“ Донър режисира легендарната поредица от филми за Супермен, по-късно е култовия сериал „Смъртоносно оръжие“, както и редица други блокбъстъри. Животът на режисьора е успешен и дълъг, и той умира на 91-годишна възраст.
- Заглавната песен на филма се казва „Ave Satani“. Засега това е единствената песен от филм на ужасите, номинирана за „Оскар“ за най-добра оригинална песен, написана и изпята на латински. Припевът „Sanguis bibimus, corpus edimus, tolle corpus Satani“ е латинското „Ние пием кръв, ядем плът, издигаме тялото на Сатана“ и е подчертан от викове „Ave Satani!“ и „Ave Versus Christus“ („Здравей Сатана!“ и „Здравей, Антихрист!“). Според Карол, съпруга на композитора Голдсмит, той дълго време избирал как да се изпее този зловещ химн на злото, докато една вечер той радостно обявява „Чувам гласове!“. Уплашена, Карол помислила, че съпругът ѝ започва да чува гласове от Отвъдното, но Джери я успокоил, обяснявайки, че има предвид изпълнението на тази песен в хор, тоест с много гласове.
- След като снимките приключват, актьорът Дейвид Уорнър взема неговата „отрязана глава“ и запазва този реквизит в продължение на много години като спомен.
- Сцената на битката между Робърт Торн и мисис Бейлок е значително изрязана, защото режисьорът Донър смята, че е твърде насилствена.
- Основните снимки за „Поличбата“ започват на 6 октомври 1975 г. и продължават единадесет седмици, завършвайки на 9 януари 1976 г. Снимките са проведени в Bishops Park във Фулъм и в Гилдфордската катедрала в Съри. Селското имение на Торн е заснето в Pearford Court в Съри. Църквата, разположена в Bishops Park, е All Saints Church във Фулъм, от западната страна на Putney Bridge Road. Освен това снимки се провеждат в Йерусалим и Рим.